# I. Cosimo de’ Medici lovas szobra
I. Cosimo de’ Medici lovas szobra, amely Toszkána első nagyhercegét ábrázolja, Firenzében, a Piazza della Signoria téren található alkotás. A bronzszobor Giovanni da Bologna alkotása, 1594-ben készült el. Talapzatán domborművek láthatók, amelyek a herceg életének jelentősebb eseményeit jelenítik meg. Az egyik azt, amikor Firenze Szenátusa a nagyhercegi címet adja neki, a másikon V. Piusz pápa uralkodói jelvényekkel tünteti ki, a harmadikon pedig az látható, amint Cosimo ünnepélyesen bevonul a meghódított Sienába. A szobor a térnek a Palazzo Vecchio felőli oldalán áll, mintegy a palota képzeletben meghosszabbított vonalában, a Neptun-kút mellett. A két szobor így szinte elzárja a tér Palazzo Vecchio melletti kisebb részét, a palota és a Loggia dei Lanzi által bezárt nagyobb résztől.